# Leptobatopsis planiscutellata
Leptobatopsis planiscutellata là một loài tò vò trong họ Ichneumonidae.